# 卡薩爾的古羅馬別墅
卡薩爾的古羅馬別墅是位於義大利西西里島皮亞扎阿爾梅里納郊外約5公里處的一處古羅馬時期的別墅，保存有眾多羅馬時期的馬賽克壁畫。1997年，這裡被列入世界文化遺產。卡薩爾的古羅馬別墅始建於4世紀時，在12世紀時完全被廢棄。19世紀時重新被發現。進入20世紀後，這裡曾有多次考古挖掘活動。